# ماندول (إقليم)
مندول هو إقليم من ضمن 23 إقليم في تشاد. يقع في جنوب البلاد، ويضم جزءًا من محافظة شاري الأوسط السابقة. العاصمة الإقليمية هي قمرة.

## جغرافية
حد الإقليم إقليم تانجيلي من الشمال الغربي، وإقليم شاري الأوسط من الشرق، وجمهورية أفريقيا الوسطى من الجنوب، وإقليم لوقون الشرقية من الغرب.

### المستوطنات
قمرة العاصمة الإقليمية. وتشمل المستوطنات الرئيسية الأخرى بيبوبن، بيبورو، بداية، بيجوندو، بيكامبا، بيكورو، بيسادا، بونا، ديمبو، غوندي، مواسالا، موروم قولاي، نغانغارا وبيني.

## الديموغرافيا
يبلغ عدد سكان مندول 628065 نسمةي حسب التعداد التشادي لعام 2009. المجموعات العرقية اللغوية الرئيسية هي الداي، شعوب الدوبا (التي تتحدث بلغات البيجوند والمانغو والغور ذات الصلة الوثيقة)، والغولاي، والليتوس، والمباي، والندام، والسارا والتوكاك.

## اقتصاد
المنتجات الرئيسية هي زراعة الكفاف والقطن .[بحاجة لمصدر]

## التقسيمات
ينقسم إقليم مندول إلى ثلاث أقسام :
| قسم           | عاصمة (مركز إداري ) | المحافظات الفرعية                                |
| ------------- | ------------------- | ------------------------------------------------ |
| مندول الغربية | بيجوندو             | بيجوندو، بيبوبان، بيكامبا، بيني                  |
| مندول الشرقية | قمرة                | قمرة، بسادة، بدايه، غوندي، نجانجارا، موروم قولاي |
| بحر سارة      | مويسالا             | مويسالا، بيبورو، بكورو، بونا، ديمبو              |